# Victor Young
Victor Young (Chicago, 8 d'agost de 1900 - Los Angeles, 10 de novembre de 1956) fou un compositor, arranjador i violinista estatunidenc que va destacar pel seu treball en el cinema com a compositor de bandes sonores. Considerat un dels més influents músics de Hollywood, fou també un dels músics més prolífics de la història musical cinematogràfica amb més de 350 composicions i arranjaments musicals tot i morir als 56 anys. Young va treballar amb grans directors però en tota la seva carrera cinematogràfica va rebre només un Oscar, i va ser per la pel·lícula La volta al món en 80 dies (1956) de forma pòstuma.

## Premis i nominacions

### Premis Oscar
| Any  | Categoria           | Pel·lícula                                  | Resultat  |
| ---- | ------------------- | ------------------------------------------- | --------- |
| 1939 | Millor banda sonora | Army Girl                                   | Candidat  |
| 1939 | Millor banda sonora | Breaking the Ice                            | Candidat  |
| 1940 | Millor banda sonora | Golden Boy                                  | Candidat  |
| 1940 | Millor banda sonora | Els viatges de Gulliver                     | Candidat  |
| 1940 | Millor banda sonora | Man of Conquest                             | Candidat  |
| 1940 | Millor banda sonora | Way Down South                              | Candidat  |
| 1941 | Millor banda sonora | Arizona                                     | Candidat  |
| 1941 | Millor banda sonora | Dark Command                                | Candidat  |
| 1941 | Millor banda sonora | North West Mounted Police                   | Candidat  |
| 1941 | Millor banda sonora | Aixeca't, amor meu                          | Candidat  |
| 1942 | Millor banda sonora | Hold Back the Dawn                          | Candidat  |
| 1943 | Millor banda sonora | Flying Tigers                               | Candidat  |
| 1943 | Millor banda sonora | Silver Queen                                | Candidat  |
| 1943 | Millor banda sonora | Take a Letter, Darling                      | Candidat  |
| 1944 | Millor banda sonora | For Whom the Bell Tolls                     | Candidat  |
| 1946 | Millor banda sonora | Love Letters                                | Candidat  |
| 1946 | Millor cançó        | Love Letters amb "Love Letters"             | Candidat  |
| 1949 | Millor banda sonora | The Emperor Waltz                           | Candidat  |
| 1950 | Millor cançó        | My Foolish Heart amb "My Foolish Heart"     | Candidat  |
| 1951 | Millor banda sonora | Samson and Delilah                          | Candidat  |
| 1957 | Millor banda sonora | La volta al món en 80 dies                  | Guanyador |
| 1957 | Millor cançó        | Escrit en el vent amb "Written on the Wind" | Candidat  |

### Premis Globus d'Or
| Any  | Categoria           | Pel·lícula       | Resultat  |
| ---- | ------------------- | ---------------- | --------- |
| 1952 | Millor banda sonora | September Affair | Guanyador |
| 1953 | Millor banda sonora | The Quiet Man    | Candidat  |